# Sibylle (Vorname)
Sibylle ist ein weiblicher Vorname, der auf die Sibylle der griechischen Mythologie zurückgeht. Abgeleitet von Sibylle sind regionsabhängig auch die Namen Sibille, Sibilla und Sybel, bzw. ähnliche Schreibweisen (siehe Varianten).

## Herkunft und Bedeutung
Sibylle ist im Altgriechischen ein Wort für eine göttlich inspirierte Seherin und in schriftlicher Form so erstmals zu finden im Phaidros des Platon, ca. 370 v. Chr. Als Bezeichnung für weise, prophetisch begabte Frauen geht Sibylla dann über die lateinische Sprache besonders des frühen Mittelalters in verschiedenen Varianten auch als Name in den weiteren europäischen Sprachgebrauch ein. In der Folge war Sibylle oder Sibille auch in den ersten deutschen Wörterbüchern zu finden.

## Namenstag
- 18. März
- 9. Oktober

## Varianten
- Sibylla (deutsch, französisch)
- Sybilla (deutsch, französisch)
- Sybille (deutsch)
- Sybill (deutsch)
- Sibille (deutsch)
- Sibilla (italienisch)
- Sibyl (englisch)
- Cybill (englisch)
- Sybil (englisch)
- Sibä (schweizerdeutsch)
- Sible (schweizerdeutsch)
- Bülle (schweizerdeutsch)
- Sebile (türkisch)
- Sibel (türkisch)
- Billie (amerikanisch-englisch)
- Sibby (amerikanisch-englisch)
- Szibill (ungarisch)

## Bekannte Namensträgerinnen

### Sibby
- Sibby Flowers (* 1963), US-amerikanische Gewichtheberin

### Sibilla, Sibille
- Sibilla Aleramo, Pseudonym von Rina Faccio (1876–1960), italienische Schriftstellerin, Dichterin und Feministin
- Sibilla Egen (1470–1538), deutsche Stifterin
- Sibille Hartmann (1890–1973), deutsche Politikerin
- Sibilla Pavenstedt (* 1965), deutsche Modeschöpferin, Designerin und Dozentin

### Sibyl, Sibyll
- Sibyl Buck (* 1972), US-amerikanische Musikerin und Model
- Sibyl Hathaway (1884–1974), Feudalherrin der Kanalinsel Sark
- Sibyll-Anka Klotz (* 1961), deutsche Politikerin (Bündnis 90/Die Grünen)
- Sibyl Moholy-Nagy (1903–1971), deutsch-amerikanische Dramaturgin, Schauspielerin, Architektur- und Kunsthistorikerin
- Sibyl Quinke (* 1952), deutsche Autorin

### Sibylla
- Sibylla von Anhalt (1564–1614), Äbtissin des freien weltlichen Stiftes Gernrode und Frose, später Herzogin von Württemberg
- Sibylla Blei (1897–1962), österreichische Schauspielerin, Model, Übersetzerin und Keramikerin
- Sibylla Cronenberg (1870–1951), deutsche Hotelbetreiberin und Gerechte unter den Völkern
- Sibylla Fugger (um 1480–1546), Gemahlin Jakob Fuggers des Reichen
- Sibylla von Helfenstein († 1487), Äbtissin des Fraumünster Zürich
- Sibylla von Sachsen-Coburg und Gotha (1908–1972), schwedische Prinzessin, Mutter König Carls XVI. Gustav
- Sibylla Schuster (1639–1685), deutsche Schriftstellerin und Dichterin der Barockzeit
- Sibylla Schwarz, auch: Sibylle Schwartz (1621–1638), deutsche Dichterin
- Franziska Sibylla Augusta von Sachsen-Lauenburg (1675–1733), Markgräfin von Baden
- Johanna Sibylla von Hanau-Lichtenberg (1564–1636), Gräfin von Wied-Runkel und Isenburg
- Katharina Sibylla Schücking (1791–1831; gebürtig Katharina Busch), deutsche Dichterin
- Magdalena Sibylla von Hessen-Darmstadt (1652–1712), Herzogin von Württemberg
- Magdalena Sibylla von Neitschütz (1675–1694), Reichsgräfin von Rochlitz
- Magdalena Sibylla von Sachsen-Weißenfels (1648–1681), Herzogin von Sachsen-Gotha-Altenburg
- Magdalena Sibylla von Sachsen-Weißenfels (1673–1726), Herzogin von Sachsen-Eisenach
- Magdalena Sibylla von Schleswig-Holstein-Gottorf (1631–1719), Herzogin von Mecklenburg-Güstrow
- Maria Sibylla Merian (1647–1717), deutsche Naturforscherin, Künstlerin und Verlegerin

### Sibylle
- Sibylle von Acerra (1153–1205), Königin von Sizilien, Gemahlin Tankreds von Lecce
- Sibylle Christine von Anhalt-Dessau (1603–1686), Gräfin von Hanau-Münzenberg, Gemahlin Philipp Moritz’ von Hanau-Münzenberg
- Sibylle von Anjou (1112–1165), Gräfin von Flandern, Gemahlin Dietrichs von Flandern
- Sibylle Ascheberg von Bamberg (1888–1966), deutsche Malerin
- Sibylle von Baden (1485–1518), Gräfin von Hanau-Lichtenberg, Gemahlin Philipps III. von Hanau-Lichtenberg
- Sibylle Bamberger (* 1968), deutsche Journalistin und Autorin
- Sibylle Bassler (* 1957), deutsche TV-Journalistin und Autorin
- Sibylle von Bayern (1489–1519), Kurfürstin der Pfalz, Gemahlin Ludwigs V. von der Pfalz
- Sibylle Berg (* 1962), deutsch-schweizerische Schriftstellerin und Journalistin
- Sibylle Bergemann (1941–2010), deutsche Fotografin
- Sibylle Luise Binder (1960–2020), deutsche Schriftstellerin
- Sibylle Bolik (* 1962), deutsche Medienwissenschaftlerin
- Sibylle Bolla-Kotek (1913–1969), österreichische Rechtshistorikerin
- Sibylle von Brandenburg (1467–1524), Herzogin von Jülich und Herzogin von Berg, Gemahlin Wilhelms von Jülich und Berg
- Sibylle Ursula von Braunschweig-Lüneburg (1629–1671), Herzogintochter von Braunschweig-Lüneburg, Herzogin von Schleswig-Holstein-Sonderburg-Glücksburg
- Sibylle Margarethe von Brieg (1620–1657), Reichsgräfin von Dönhoff, Gemahlin Gerhards von Dönhoff
- Sibylle Briner (* 1973), Schweizer Pianistin
- Sibylle Broll-Pape, deutsche Regisseurin und Theaterleiterin
- Sibylle Brunner (* 1939), Schweizer Schauspielerin
- Sibylle von Burgund (um 1126–1150), Königin von Sizilien, zweite Gemahlin Rogers II. von Sizilien
- Sibylle Canonica (* 1957), Schweizer Schauspielerin
- Sibylle Courvoisier (1943–2003), Schweizer Schauspielerin
- Sibylle Durian (* 1946), deutsche Kinder-, Jugend- und Drehbuchautorin
- Sibylle Engel (1920–2011), deutsche Politikerin (FDP)
- Sibylle Fendt (* 1974), deutsche Fotografin
- Sibylle Freybe (1913–1970), deutsche Drehbuchautorin und Schriftstellerin, siehe Johanna Sibelius
- Sibylle Günter (* 1964), deutsche Physikerin
- Sibylle Hilton, Pseudonym der Schweizer Schriftstellerin Ursula von Wiese (1905–2002)
- Sibylle Ihm (* 1965), deutsche Altphilologin
- Sibylle von Jerusalem (um 1160–1190), Königin von Jerusalem, Gemahlin von Guido von Lusignan, siehe Sibylle (Jerusalem)
- Sibylle von Jülich-Kleve-Berg (1512–1554), Kurfürstin von Sachsen, Gemahlin Johann Friedrichs I. von Sachsen
- Sibylle von Jülich-Kleve-Berg (1557–1627), Markgräfin von Burgau, Gemahlin Karls von Burgau
- Sibylle Kefer (* 1976), österreichische Musikerin und Musiktherapeutin
- Sibylle Keller, Pseudonym der deutschen Autorin Eva Völler (* 1956)
- Sibylle Kessal-Wulf (* 1958), deutsche Juristin und Richterin des Bundesverfassungsgerichts
- Sibylle Klefinghaus (* 1949), deutsche Schriftstellerin
- Sibylle Knauss (* 1944), deutsche Schriftstellerin
- Sibylle Krause-Burger (* 1935), deutsche Schriftstellerin und Journalistin
- Sibylle Laurischk (1954–2020), deutsche Politikerin (FDP)
- Sibylle Lewitscharoff (1954–2023), deutsche Schriftstellerin
- Sibylle Luise Binder (1960–2020), deutsche Schriftstellerin
- Sibylle von Lusignan (1198–1230), Prinzessin von Zypern, Königin von Armenien
- Sibylle Mania (* 1967), deutsche Fotografin und Zeichnerin
- Sibylle Matter (* 1973), Schweizer Triathletin
- Sibylle Meister (* 1963), deutsche Politikerin (FDP)
- Sibylle Mertens-Schaaffhausen (1797–1857), deutsche Archäologin und Mittelpunkt eines rheinischen Salons
- Sibylle Mulot (1950–2022), deutsche Schriftstellerin und Übersetzerin
- Sibylle Nägele (1943–2015), deutsche Schauspielerin und Hörfunkjournalistin
- Sibylle Neff (1929–2010), Schweizer Kunstmalerin
- Sibylle Nicolai (* 1950), deutsche Schauspielerin, Synchronsprecherin und Moderatorin
- Sibylle Obenaus (1934–2020), deutsche Historikerin und Autorin
- Sibylle von Olfers (1881–1916), deutsche Kunsterzieherin und Ordensschwester
- Sibylle Pfeiffer (* 1951), deutsche Politikerin (CDU)
- Sibylle Plogstedt (* 1945), deutsche Publizistin und Journalistin
- Sibylle Pomorin (* 1956), deutsche Komponistin
- Sibylle Prins (1959–2019), deutsche Autorin und Sonderpädagogin
- Sibylle Rahm (* 1952), deutsche Erziehungswissenschaftlerin
- Sibylle Rauch (* 1960), deutsche Schauspielerin
- Sibylle von Sachsen (1515–1592), Herzogin von Sachsen-Lauenburg, Gemahlin Franz’ I. von Sachsen-Lauenburg
- Sibylle Hedwig von Sachsen-Lauenburg (1625–1703), Herzogin von Sachsen-Lauenburg, Gemahlin Franz Erdmanns von Sachsen-Lauenburg
- Sibylle Sager (* 1967), Schweizer Fernsehköchin
- Sibylle Schefczik, österreichische Konzertpianistin
- Sibylle Scriba (* 1955), deutsche Mikrobiologin, Ministerial- und parteilose politische Beamtin
- Sibylle Severus (* 1937), Schweizer Geigenbauerin und Schriftstellerin
- Sybille Steinbacher (* 1966), deutsche Historikerin, Hochschullehrerin
- Sibylle Tafel (* 1966), deutsche Filmregisseurin
- Sibylle Tiedemann (* 1951), deutsche Regisseurin und Autorin
- Sibylle Tönnies (1944–2017), deutsche Juristin, Soziologin und Essayistin
- Sibylle Weidemüller, deutsche Schlagersängerin, siehe Sibylle (Sängerin)
- Sibylle Weischenberg (* 1954), deutsche Journalistin und Autorin
- Sibylle Winther (* 1945), deutsche Politikerin (CDU)
- Sibylle Wirsing (* 1936), deutsche Journalistin und Theaterkritikerin
- Sibylle Elisabeth von Württemberg (1584–1606), Kurfürstin von Sachsen, erste Gemahlin Johann Georgs I. von Sachsen
- Anna Sibylle von Hanau-Lichtenberg (1542–1580), Gemahlin Ludwigs von Fleckenstein-Dagstuhl
- Dorothea Sibylle von Brandenburg (1590–1625), Herzogin von Brieg, Gemahlin Johann Christians von Brieg
- Magdalena Sibylle von Brandenburg-Bayreuth (1612–1687), Kurfürstin von Sachsen, Gemahlin Johann Georgs II. von Sachsen
- Magdalena Sibylle von Preußen (1586–1659), Kurfürstin von Sachsen, zweite Gemahlin Johann Georgs I. von Sachsen
- Magdalena Sibylle von Sachsen (1617–1668), Herzogin von Sachsen-Altenburg, Gemahlin Friedrich Wilhelms II. von Sachsen-Altenburg

### Sybil, Sybill
- Sybil Bauer (1903–1927), US-amerikanische Schwimmerin
- Sybill Buitrón Lübcke (* 1969), deutsche Politikerin (CDU)
- Sybil Cholmondeley, Marchioness of Cholmondeley (1894–1989), Mitglied der jüdischen Kaufmannsfamilie Sassoon
- Sybil Danning (* 1947), österreichische Schauspielerin
- Sybil Lynch (* 1965), US-amerikanische R&B-Sängerin
- Sybil Ludington (1761–1839), Persönlichkeit des Amerikanischen Unabhängigkeitskriegs
- Sybill Morel (1892–1942), deutsche Stummfilmschauspielerin
- Sybil Newall (1854–1929), britische Bogenschützin
- Sybil Gräfin Schönfeldt (1927–2022), deutsche Schriftstellerin
- Sybill Storz (* 1937), deutsche Unternehmerin
- Sybil Temtchine (* 1970), US-amerikanische Schauspielerin
- Sybil Thorndike (1882–1976), britische Schauspielerin
- Sybil Werden (1924–2007), deutsche Schauspielerin und Tänzerin

### Sybille
- Sybille Bammer (* 1980), österreichische Tennisspielerin
- Sybille Bedford (1911–2006), deutsch-britische Journalistin und Schriftstellerin
- Sybille Binder (1895–1962), österreichische Schauspielerin
- Sybille Böschen (* 1954), deutsche Politikerin (SPD)
- Sybille Brunner, österreichische Journalistin und Fernsehmoderatorin
- Sybille Ebert-Schifferer (* 1955), deutsche Kunsthistorikerin
- Sybille Gruner (* 1969), deutsche Handballspielerin
- Sybille Haußmann (* 1960), deutsche Politikerin (Bündnis 90/Die Grünen)
- Sybille Haynes (* 1926), deutsch-britische Etruskologin
- Sybille Hein (* 1970), deutsche Kinderbuchautorin, Illustratorin und Designerin
- Sybille Heyen (* 1966), deutsche Schauspielerin
- Sybille Jatzko (* 1950), deutsche Gesprächstherapeutin
- Sybille Krafft, deutsche Filmemacherin und Schriftstellerin
- Sybille Krämer (* 1951), deutsche Hochschullehrerin
- Andrea Sybille Lietz-Weiermann (* 1958), deutsche Feldhockeyspielerin
- Sybille Merk (* 1968), deutsche Ärztin und Seglerin
- Sybille Pagel (1938–2010), deutsche Schlagersängerin, Jazzsängerin und Schauspielerin, siehe Dany Mann
- Sybille Reider (* 1949), deutsche Juristin und Politikerin (parteilos)
- Sybille Reinhardt (* 1957), deutsche Ruderin
- Sybille J. Schedwill (* 1963), deutsche Schauspielerin
- Sybille Schloß (1910–2007), deutsche Schauspielerin
- Sybille Schmidt (* 1967), deutsche Ruderin
- Sybille Schmitz (1909–1955), deutsche Schauspielerin
- Sybille Schnehage (* 1950), deutsche Entwicklungshelferin
- Sybille Schönberger (* 1977), deutsche Köchin
- Sybille Seitz (* 1966), deutsche Fernsehjournalistin und Moderatorin
- Sybille de Sélys Longchamps (* 1941), belgische Adlige
- Sybille Specht (* 1970), deutsche Sängerin
- Sybille Steinbacher (* 1966), deutsche Zeithistorikerin und Hochschullehrerin
- Sybille Straubinger (* 1970), österreichische Politikerin (SPÖ)
- Sybille Volkholz (* 1944), deutsche Bildungsexpertin und Politikerin (AL)
- Sybille Waury (* 1970), deutsche Schauspielerin

## Fiktive Personen
- Bille Abromeit, Hauptfigur der 21-bändigen Pferdebuchserie Bille und Zottel
- Sibylle von der Teck, Sagengestalt, siehe auch Sibyllenspur, Sibyllenloch
- Sibyll Patricia Trelawney, eine der Figuren der Harry-Potter-Romane
- Sybil Stone, Figur in der US-amerikanischen Filmkomödie Die Familie Stone – Verloben verboten!
- Lady Sybil Deirdre Olgiwanna Mumm (geb. Käsedick), Herzogin von Ankh, Figur aus der Buchreihe der Scheibenwelt-Romane (Discworld) des britischen Autors Terry Pratchett

## Tiere
- Sybil (Katze)